# 4-я горнопехотная дивизия (вермахт)
4-я горнопехотная дивизия (нем. 4. Gebirgs-Division) — создана в октябре 1940 года.
Благодаря своей эмблеме носила имя «Enzian» (с нем. — «горечавка»).

## Боевой путь дивизии
В апреле 1941 года в составе 2-й армии участвовала в захвате Югославии.
С 22 июня 1941 года — участвовала в войне против СССР (в составе группы армий «Юг»). В 1941 году — бои в районе Львова, Винницы, Умани, на реке Миус.
В 1942 году — бои на Кубани, затем захват горных перевалов Кавказского хребта (на Грузинском направлении).
В 1943 году — отступление по Кубани в Крым. С ноября 1943 — бои на южной Украине.
В 1944 году — бои в районе Кировограда, затем в Молдавии, отступление на Карпаты. С ноября 1944 — в Венгрии.
В 1945 году — бои в словацких Татрах, отступление в Силезию. В апреле 1945 года дивизия попыталась через Чехию уйти в американскую зону оккупации, однако после 9 мая 1945 большая часть остатков дивизии попала в советский плен.

## Состав дивизии
- 13-й горнопехотный полк (Gebirgsjäger-Regiment 13)
- 91-й горнопехотный полк (Gebirgsjäger-Regiment 91)
- 94-й горноартиллерийский полк (Gebirgs-Artillerie-Regiment 94)
- 94-й горный противотанковый батальон (Gebirgs-Panzerjäger-Abteilung 94)
- 94-й разведывательный батальон (Aufklärungsabteilung 94)
- 94-й горнопехотный батальон (Gebirgsjäger-Bataillon 94)
- 94-й горный сапёрный батальон (Gebirgs-Pionier-Bataillon 94)
- 94-й горный батальон связи (Gebirgs-Nachrichten-Abteilung 94)
- 94-й полевой запасной батальон (Divisions-Einheiten 94)

## Командиры дивизии
- с 23 октября 1940 — генерал-лейтенант Карл Эгльзер
- с 23 октября 1942 — генерал-лейтенант Герман Кресс
- с 13 августа 1943 — генерал-лейтенант Юлиус Браун
- с 1 июля 1944 — генерал-лейтенант Фридрих Брайт

## Награждённые Рыцарским крестом Железного креста

### Рыцарский Крест Железного креста (36)
- Рудольф Шлее, 23.10.1941 — обер-фельдфебель, командир взвода 6-й роты 13-го горнопехотного полка
- Карл Эгльзеер, 23.10.1941 — генерал-майор, командир 4-й горнопехотной дивизии
- Ганс Кёкербауэр, 18.11.1941 — обер-фельдфебель, командир взвода 13-й роты 91-го горнопехотного полка
- Андреас Торей, 14.09.1942 — обер-лейтенант, командир эскадрона 94-го разведывательного батальона
- Фриц Роос, 04.11.1942 — капитан, командир 2-го батальона 13-го горнопехотного полка
- Карл Хельмер, 05.11.1942 — лейтенант, ординарец 2-го батальона 13-го горнопехотного полка
- Вильгельм Бредемайер, 09.11.1942 — фельдфебель, командир взвода 12-й роты 91-го горнопехотного полка
- Хельмут Фёлькель, 13.11.1942 — фельдфебель резерва, командир взвода 6-й роты 91-го горнопехотного полка
- Ойген Цендер, 07.03.1943 — обер-егерь, командир отделения 1-й роты 13-го горнопехотного полка
- Алоиз Гугганиг, 03.04.1943 — фельдфебель, командир взвода 12-й роты 91-го горнопехотного полка
- Клаус Фаульмюллер, 25.06.1943 — обер-лейтенант резерва, командир 7-й роты 13-го горнопехотного полка
- Ульрих Карг, 05.07.1943 — обер-егерь, командир велосипедного взвода 17-й роты 91-го горнопехотного полка
- Эдвин Эбингер, 04.11.1943 — обер-фельдфебель, командир штабного отделения 12-й роты 13-го горнопехотного полка
- Изидор Майер, 19.11.1943 — обер-ефрейтор, командир расчета противотанкового ружья 14-й роты 91-го горнопехотного полка
- Мартин Хакль, 07.12.1943 — лейтенант резерва, командир 2-й роты 94-го разведывательного батальона
- Генрих Нидермайер, 11.12.1943 — лейтенант резерва, командир взвода 5-й роты 94-го горнопехотного батальона
- Рудольф Гёттингер, 14.12.1943 — обер-лейтенант, командир 13-й роты 91-го горнопехотного полка
- Фриц Бакхаусс, 08.02.1944 — капитан, командир 3-го батальона 13-го горнопехотного полка
- Отто Хойбух, 08.02.1944 — обер-егерь, наводчик орудия 16-й роты 13-го горнопехотного полка
- Герберт Фриц, 17.03.1944 — капитан, командир 16-й роты 13-го горнопехотного полка
- Франц Хиллебранд, 05.04.1944 — обер-егерь, командир отделения 1-й роты 94-го горнопехотного батальона
- Людвиг Хёрль, 06.04.1944 — полковник, командир 91-го горнопехотного полка
- Альфонс Вебер, 09.06.1944 — капитан, командир 2-го батальона 91-го горнопехотного полка
- Штефан Млинар, 24.06.1944 — ефрейтор, командир отделения радистов 5-й роты 13-го горнопехотного полка
- Вильгельм Рот, 24.06.1944 — обер-вахмистр, командир взвода 1-й роты 94-го разведывательного батальона
- Генрих Пазольд, 10.09.1944 — обер-лейтенант резерва, командир 4-й роты 13-го горнопехотного полка
- Эрнст Клементе, 30.09.1944 — обер-ефрейтор, наводчик противотанковой пушки 16-й роты 13-го горнопехотного полка
- Фридрих Виланд, 16.10.1944 — ротмистр резерва, командир 94-го разведывательного батальона
- Каспар Бранднер, 28.10.1944 — обер-егерь, командир отделения 8-й роты 91-го горнопехотного полка
- Людвиг-Хильмар Крессе, 18.11.1944 — майор резерва, командир 94-го полевого запасного батальона
- Рудольф Талер, 09.12.1944 — обер-егерь, командир отделения 13-й роты 13-го горнопехотного полка
- Фридрих Юбершаар, 09.12.1944 — капитан, командир 3-го батальона 91-го горнопехотного полка
- Ганс Лист, 26.12.1944 — обер-лейтенант резерва, командир роты 94-го полевого запасного батальона
- Курт Шасснер, 26.12.1944 — майор, командир 91-го горнопехотного полка
- Алоиз Шмид, 09.01.1945 — обер-фельдфебель, командир взвода 17-й роты 91-го горнопехотного полка
- Рудольф Шварцгрубер, 30.04.1945 — обер-егерь, пулеметчик 10-й роты 13-го горнопехотного полка

### Рыцарский Крест Железного креста с Дубовыми листьями (2)
- Рудольф Шлее (№ 222), 06.04.1943 — обер-фельдфебель, командир взвода 6-й роты 13-го горнопехотного полка
- Андреас Торей (№ 349), 07.12.1943 — ротмистр, командир 94-го разведывательного батальона